# Robert Thomas Allen
Robert Thomas Allen (Toronto, 1911 — Toronto, 11 de julho de 1990) foi um escritor canadense, autor de quatorze livros e numerosos artigos publicados em jornais do país.
Sua obra mais famosa é The Grass Is Never Greener, de 1956, traduzido no Brasil em 1959 como Em busca do pássaro azul. A história, muito bem-humorada, narra as aventuras do autor e sua família em busca do lugar perfeito para se viver.